# His Majesty, the Scarecrow of Oz
His Majesty, the Scarecrow of Oz é um filme norte-americano de 1914, dos gêneros aventura e fantasia, dirigido por J. Farrell MacDonald, escrito e produzido por L. Frank Baum. É estrelado por Violet MacMillan, Frank Moore, Vivian Reed, Todd Wright, Pierre Couderc e Fred Woodward.
O filme é vagarosamente baseado no livro The Wonderful Wizard of Oz, de L. Frank Baum. No início de 1915, ele foi relançado sob o título The New Wizard of Oz e foi um pouco mais bem sucedida.